# 5855 Yukitsuna
5855 Yukitsuna eller 1992 UO2 är en asteroid i huvudbältet som upptäcktes den 26 oktober 1992 av de båda japanska astronomerna Akira Natori och Takeshi Urata vid Yakiimo-observatoriet. Den är uppkallad efter japanen Minamoto no Yukitsuna.
Asteroiden har en diameter på ungefär 11 kilometer och den tillhör asteroidgruppen Maria.